# Den store Hævn
Den store Hævn er en amerikansk stumfilm fra 1914 af Hobart Bosworth.

## Medvirkende
- Hobart Bosworth som Naass
- Rhea Haines som Unga
- Gordon Sackville som Axel Gunderson